# شیگیوکی دوباشی
شیگیوکی دوباشی (انگلیسی: Shigeyuki Dobashi؛ زادهٔ ۱۹ نوامبر ۱۹۷۰) بوکسور اهل ژاپن است.